# Szürkemellű pufókgerle
A szürkemellű pufókgerle (Leptotila cassinii) a madarak osztályának galambalakúak (Columbiformes) rendjéhez és a galambfélék (Columbidae) családjához tartozó faj.

## Rendszerezése
A fajt George Newbold Lawrence írta le 1867-ben, Leptoptila cassini néven.

## Alfajai
- Leptotila cassinii cerviniventris (P. L. Sclater & Salvin, 1868) - Guatemala keleti része, Belize, Honduras és Nicaragua; kóborlóként előfordulhat Mexikó területén is.
- Leptotila cassinii rufinucha (P. L. Sclater & Salvin, 1873) - Costa Rica délnyugati része és Panama  északnyugati része
- Leptotila cassinii cassinii (Lawrence, 1867) - Panama déli része és Kolumbia északi része

## Előfordulása
Mexikó, Belize, Costa Rica, Guatemala, Honduras, Nicaragua, Panama és Kolumbia területén honos. Természetes élőhelye a trópusi vagy szubtrópusi síkvidéki esőerdők, valamint másodlagos erdők. Állandó, nem vonuló faj.

## Megjelenése
Testhossza 28 centiméter, testtömege 132-179 gramm.

## Természetvédelmi helyzete
Az elterjedési területe nagyon nagy, egyedszáma még nagy, de csökken. A Természetvédelmi Világszövetség Vörös listáján nem fenyegetett fajként szerepel.